# F110급 호위함
F110급 호위함은 스페인 해군의 다중 목적의 대잠 구축함이다. 차세대 이지스함을 채택한 시스템을 갖고 있고,  스페인 국방부와 국영 기업인 Navantia 가 공동 개발한다. 호위함의 건설은 2020년에 시작되며 2023년에서 2027년 사이에 인도 될 예정이다.

## 역사

### 배경
스페인 해군의 산타 마리아급 호위함을 대체하기 위해 개발됐다. 5척 건조된다.

### 계약
2011년 12월 23일, 스페인 국방부는 200억 유로화에 국영 기업 Navantia와 계약했다. 2017년 6월 27일, 스페인 함대 제독은 자신의 해군이 2017년 말 또는 늦어도 2018년까지 프로젝트가 승인되기를 희망한다고 말했다.

### 인도
초도함은 2020년도에 진수식을 하고 2023년도에 군에 인도될 예정이다.

## 특징

### 차세대 이지스함
개발에 후지쯔가 참여한 AN/SPY-7 레이더를 채택했다. LRDR의 프로토 타입 버전에 사용된 다목적 GaN AESA 반도체 소자는 후지쯔가 만들었다. 기존의 구형 이지스함보다 향상된 탐지정확도와 탐지 정보 처리속도를 가졌다.

### 제원
- 함급 : F110급
- 개발국가 : 스페인
- 만재배수량 : 6,100t
- 레오나르도 127mm 1 개
- SM-2 및 RIM-162 ESSM 용 16 x Mk 41 VLS 지대공 미사일
- 2 × 30mm 및 .50 인치 (12.7mm) 기관총
- 2 × 4 중 작살 미사일 캐니스터 SSM
- 2 × Mark 32 수상 선박 어뢰 관
- 1 x NH90 or SH-60 시호크

## 같이 보기
- 일본 차세대 이지스 구축함
- 헌터급 호위함